# أكاكودو
أكاكودو هي قرية في يوكلودي في دائرة تساندي الانتخابية في منطقة أوموساتي في ناميبيا.
وقد وُلد ناسيمب أمامبي هناك.